# Мігель Анхель Руссо
Мігель Анхель Руссо (ісп. Miguel Ángel Russo, нар. 9 квітня 1956, Ланус) — аргентинський футболіст, що грав на позиції півзахисника. По завершенні ігрової кар'єри — тренер. З 2025 року очолює тренерський штаб команди «Бока Хуніорс». Всю кар'єру футболіста провів у клубі «Естудьянтес», у складі якого став дворазовим чемпіоном Аргентини, а також виступав у національній збірній Аргентини. Як тренер — дворазовий чемпіон Аргентини, чемпіон Колумбії та володар Кубка Лібертадорес.

## Клубна кар'єра
Мігель Анхель Руссо розпочав виступи на футбольних полях у 1975 році у складі команди «Естудьянтес», в якій він виступав протягом усієї своєї кар'єри гравця аж до 1988 року, та провів у складі команди понад 400 матчів. У складі команди Руссо став дворазовим чемпіоном Аргентини.

## Виступи за збірну
У 1983 році Мігель Анхель Руссо дебютував у складі національної збірної Аргентини. У складі збірної був учасником розіграшу Кубка Америки 1983 року. У складі збірної грав до 1985 року, загалом провів у її складі 17 матчів, забивши один гол.

## Кар'єра тренера
Невдовзі по завершенні кар'єри гравця Мігель Анхель Руссо розпочав тренерську кар'єру, в 1989 році очоливши тренерський штаб клубу «Ланус», де пропрацював з 1989 по 1992 рік. У 1992 року Руссо став головним тренером своєї колишньої команди «Естудьянтес», у якій працював до 1995 року. Згодом протягом 1996—1997 років аргентинський спеціаліст очолював тренерський штаб чилійського клубу «Універсідад де Чилі».
У 1997 році колишній футболіст очолив аргентинський клуб «Росаріо Сентраль», а в 1998 році перейшов на роботу до іспанського клубу «Саламанка», який покинув на початку 1999 року.
У 1999 році Мігель Анхель Руссо спочатку став головним тренером мексиканського клубу «Монаркас», утім ще в цьому році короткий час працював головним тренером аргентинського клубу «Колон», та в цьому ж році вдруге за кар'єру очолив клуб «Ланус», у якому працював до 2000 року.
Протягом 2001 року тренер очолював аргентинський клуб «Лос-Андес». З 2002 до 2004 року Руссо вдруге в кар'єрі очолював клуб «Росаріо Сентраль». З 2005 до 2006 року тренер очолював клуб «Велес Сарсфілд», з яким виграв Клаусуру в 2005 році.
Протягом 2007 року Мігель Анхель Руссо працював у клубі «Бока Хуніорс», з яким у цьому році виграв Кубок Лібертадорес. у 2008—2009 роках тренер очолював клуб «Сан-Лоренсо», а в кінці 2009 року втретє в кар'єрі очолив клуб «Росаріо Сентраль».
З 2010 до 2011 року Руссо очолював тренерський штаб команди «Расінг» (Авельянеда). У 2011 році тренер удруге в кар'єрі очолив команду «Естудьянтес», після чого протягом 2012—2014 років черговий раз очолював тренерський штаб клубу «Росаріо Сентраль».
У 2015 році Руссо вдруге в кар'єрі працював у клубі «Велес Сарсфілд». У 2016 році аргентинець очолив колумбійський клуб «Мільйонаріос», у якому працював до 2018 року, та в 2017 році став на чолі команди чемпіоном Колумбії.
Протягом 2019 року Мігель Анхель Руссо працював у перуанській команді «Альянса Ліма» та парагвайському клубі «Серро Портеньйо». На початку 2020 року Руссо вдруге в кар'єрі очолив клуб «Бока Хуніорс», з яким у цьому році виграв чемпіонат Аргентини, та працював у столичній команді до середини 2021 року. Протягом 2021—2022 років аргентинський фахівець очолював саудівський клуб «Ан-Наср» (Ер-Ріяд). З 2022 до 2024 року тренер черговий раз працював у клубі «Росаріо Сентраль». У 2024 році Руссо вдруге в кар'єрі очолив клуб «„Сан-Лоренсо“». з 2025 року Мігель Анхель Руссо втретє в кар'єрі очолив клуб «Бока Хуніорс».

## Титули і досягнення

### Як гравця
- Чемпіон Аргентини (2):

«Естудьянтес»: Метрополітано 1982, Насьйональ 1983

### Як тренера
- Чемпіон Аргентини (2):

«Велес Сарсфілд»: Клаусура 2005
«Бока Хуніорс»: 2019—2020
- Чемпіон Колумбії (1):

«Мільйонаріос»: 2017-II
- Володар Кубка Лібертадорес (1):

«Бока Хуніорс»: 2007